# Split Enz
A Split Enz új-zélandi 
progresszív rock/new wave/art rock/pop rock/post-punk együttes volt. 1972-ben alakultak Aucklandben, és 1984-ben oszlottak fel. 
Feloszlásuk után többször is összeálltak koncertezés céljából. Alapító tagjai Tim Finn és Phil Judd voltak. Sikereket a hetvenes-nyolcvanas években értek el.
Nyolc daluk is felkerült az APRA Top 100 New Zealand Songs of All Time listára. Karrierjük alatt tíz albumot (ebből hét stúdióalbum) adtak ki. Több daluk is slágerlistás lett, de csak egy ért el első helyezést: az 1980-as I Got You.
Eleinte Split Ends volt a nevük, a Split Enz ennek a módosítása.
Az első három albumukon még progresszív és art rockot játszottak, később azonban áttértek a new wave műfajára.

## Tagok

### Utolsó felállás
- Tim Finn – ének, akusztikus gitár, zongora (1972–1984)
- Eddie Rayner – billentyűk, zongora, vokál (1974–1984)
- Noel Crombie – ütős hangszerek, vokál (1974–1984)
- Malcolm Green – dob, vokál (1976–1981)
- Nigel Griggs – basszusgitár, vokál (1977–1984)
- Neil Finn – gitár, mandolin, ének (1977–1984)

## Diszkográfia
- Mental Notes (1975)
- Second Thoughts (1976)
- Dizrythmia (1977)
- Frenzy (1979)
- True Colours (1980)
- Waiata/Corroboree (1981)
- Time and Tide (1982)
- Conflicting Emotions (1983)
- See Ya 'Round (1984)
- The Best of Split Enz (1989)